# Độc hoạt
Độc hoạt hay còn gọi đương quy lông (danh pháp khoa học: Angelica pubescens) là một loài thực vật có hoa trong họ Hoa tán. Loài này được Maxim. mô tả khoa học đầu tiên năm 1878.